# Neopistria viridinotata
Neopistria viridinotata är en fjärilsart som beskrevs av George Francis Hampson 1894. Neopistria viridinotata ingår i släktet Neopistria och familjen nattflyn. Inga underarter finns listade i Catalogue of Life.